# شهرستان نورا
شهرستان نورا (قزاقی: Нұра ауданы) یک منطقهٔ مسکونی در قزاقستان است که در استان قراغندی واقع شده‌است. شهرستان نورا ۲۲۵۶۹ نفر جمعیت دارد.